# 275

## Evenimente
- Retragerea aureliană.

## Nașteri
- dată necunoscută: Sfântul Gheorghe militar roman, martir și sfânt creștin din secolul al IV-lea (d. 303)
- dată necunoscută: Sfântul Pantelimon sfânt martir creștin (d. 305)
- dată necunoscută: Sfântul Marin sfânt creștin, patronul orașului San Marino (d. 366)

## Decese
- Aurelian, împărat roman (n. 214)